# Michel-Ange – Molitor metróállomás
A Michel-Ange – Molitor egy metróállomás Franciaországban, Párizsban a párizsi metró 9-es és 10-es metróvonalán. Tulajdonosa és üzemeltetője a RATP.

## Metróvonalak
Az állomást az alábbi metróvonalak érintik:
- 9-es metróvonal
- 10-es metróvonal

## Kapcsolódó állomások
A metróállomáshoz az alábbi állomások vannak a legközelebb:
- Exelmans (Pont de Sèvres, 9-es metróvonal)
- Michel-Ange – Auteuil (Mairie de Montreuil, 9-es metróvonal)
- Chardon-Lagache (Gare d’Austerlitz, 10-es metróvonal)
- Boulogne – Jean Jaurès (10-es metróvonal)